# Luis Roldán né vivo né morto
Luis Roldán né vivo né morto (Roldán, ni vivo ni muerto) è un romanzo dello scrittore spagnolo Manuel Vázquez Montalbán, pubblicato a puntate nel 1994 sul quotidiano El País.
L'opera, di genere noir, vede come protagonista l'investigatore privato Pepe Carvalho e si ispira alle reali vicende giudiziarie di Luis Roldán Ibáñez, ex direttore generale della Guardia Civil dal 1986 al 1993, all'epoca ricercato per una lunga serie di reati e successivamente arrestato e condannato a 28 anni di carcere nel 1998.

## Trama
(Luis Roldán né vivo né morto)
L'investigatore privato Pepe Carvalho riceve la visita di tre clienti di Saragozza che, volendo restare anonimi, si presentano con le iniziali dei rispettivi nomi: J.L.M., P.N.F. e L.F.G. I tre ricchi appassionati di caccia hanno versato ingenti somme a Luis Roldán che avrebbe dovuto fungere da intermediario per l'acquisto di terreni in Kenya da utilizzare per le loro battute di caccia. L'uomo però è sparito con i loro soldi e con quelli di molti altri. Carvalho riceve l'incarico di ritrovare il fuggiasco, già direttore generale della Guardia Civil. L'investigarore scopre che lo scomparso aveva accesso ai fondi riservati di un gruppo d'élite della polizia spagnola, i cosiddetti pata negra dal nome dell'omonimo prosciutto iberico. Pepe si reca a trovare un ex componente del gruppo ma, prima di ottenere notizie utili, assiste al suo ferimento per mano di una misteriosa coppia. Subito dopo la sparatoria Pepe viene narcotizzato e rapito. Si risveglia nei locali sotterranei di una cellula dei servizi riservati spagnoli, capeggiati dal tenente colonnello Cigales che, prima di rilasciarlo, gli rivela che anche la sua struttura è interessata a ritrovare Luis Roldán, accusato di essersi impossessato di ingenti somme assegnate ai servizi segreti. Pepe viene contattato da una delle molte ex dello scomparso che lo mette sulle tracce di un'altra donna, una certa María Lucerna, che potrebbe avere notizie recenti di Roldán. Rintracciata quest'ultima, l'anziana Italiana ipotizza la presenza del fuggiasco a Damasco oppure a Saragozza. Pepe si reca nella capitale siriana, mentre invia il suo aiutante, Biscuter, nella città aragonese.
I due hanno una serie di disavventure e ciascuno di essi viene prima depistato da una serie di sosia di Luis Roldán, e poi rapito da avvenenti donne. Carvalho viene prelevato dal Mossad, imbarcato su di un elicottero prima e su di un aereo poi, per ritrovarsi infine rimpatriato. I due amici si rincontrano nei sotterranei di Barcellona al cospetto di P.N.F., uno dei tre uomini che avevano assoldato Pepe Carvalho, che si rivela essere un importante membro dei servizi segreti, Pablo Nidal Fernández, alias Grande Fratello. Le reali intenzioni dell'uomo non erano quelle di ritrovare Luis Roldán bensì, attraverso le infruttuose ricerche dell'investigatore, di testare la riuscita del piano di depistaggio. La macchinazione aveva portato all'ingaggio di decine e decine di attori, sosia dell'ex direttore generale della Guardia Civil, sguinzagliati in giro per il mondo per confondere gli investigatori e rendere impossibile a chiunque di ricostruire le origini, il flusso e l'originale destinazione dei fondi riservati sottratti dallo scomparso.
Il fallimento di Pepe Carvalho, che seppure riuscito a rintracciare non uno bensì molteplici Luis Roldán non ha trovato tra di essi il vero, tranquillizza Pablo Nidal Fernández che ben volentieri paga all'investigatore una ricca parcella. Il romanzo termina con Pepe e Biscuter che, riemersi dai sotterranei, si imbattono in quello che credono essere, ma forse non è, il vero Luis Roldán, ridotto a smemorato mendicante.

## Protagonisti
Pepe CarvalhoL'investigatore protagonista del romanzo.
Luis RoldánL'ex direttore generale della Guardia Civil, sparito misteriosamente e indagato per la sottrazione di fondi riservati. Il personaggio, reale protagonista di famosissime vicende politiche e giudiziarie spagnole degli anni novanta, al termine del romanzo rimane latitante, confuso e nascosto tra una miriade di sosia e millantatori.
J.L.M., P.N.F., L.F.G.I tre ricchi truffati da Luis Roldán che ingaggiano l'investigatore Pepe per ritrovarlo.
Biscuter (José Plegamans Betriu)L'aiutante di Pepe Carvalho.
Pablo Nidal FernándezAlias Grande Fratello, presentatosi a Pepe Carvalho solo con le iniziali P.N.F., è il responsabile dell'operazione di depistaggio che ha portato alla moltiplicazione dei falsi Luis Roldán. Ha ingaggiato l'investigatore per testare la riuscita del piano.

## Edizioni
- (ES) Manuel Vázquez Montalbán, Roldán, ni vivo ni muerto, illustrazioni di Alfonso Font, Serie Carvalho, Planeta, 1994,  p. 173, ISBN 978-84-08-01239-9.

- Manuel Vázquez Montalbán, Luis Roldán né vivo né morto, traduzione di Hado Lyria, collana I Narratori, Feltrinelli, 2013,  p. 123, ISBN 978-88-07-03064-2.